# Weberbauerocereus cuzcoensis
Weberbauerocereus cuzcoensis là một loài thực vật có hoa trong họ Cactaceae. Loài này được Knize miêu tả khoa học đầu tiên năm 1968.